# Jonas Herman Ekendal
Jonas "Jon" Herman Ekendal, född 13 oktober 1809 i Mosjö socken, död 17 mars 1862 i Flo socken, var en svensk pedagog och präst.
Ekendal var seminarieföreståndare i Strängnäs 1842 och kyrkoherde i Flo socken 1856-62. Ekendal företog med bidrag av statsmedel flera utländska resor för att studera folkundervisningen i andra länder, och utgav Resa genom Danmark, Tyskland och Schweiz (1852-55). I skriften Den nya folkskolan i Sverige (1851-52) kritiserade han den nya folkskolan och dess lärarutbildning. Ekendal utgav även flera teologiska arbeten, och var utgivare av Tidskrift för folkskolelärare och folkskolebildningens vänner (1848-53).